# Wolotschajewskoje (Kaliningrad)
Wolotschajewskoje (russisch Волочаевское, deutsch Marschenen) ist ein Ort in der russischen Oblast Kaliningrad und gehört zum Stadtkreis Swetly.

## Geographische Lage
Wolotschajewskoje liegt 17 Kilometer westlich der Oblasthauptstadt Kaliningrad (Königsberg) in unmittelbarer Nachbarschaft zu Wsmorje (Groß Heydekrug, 1939–1946 Großheidekrug) an der Regionalstraße 27A-016 (ex A193). Die nächste Bahnstation ist Ljublino (Seerappen) an der Bahnstrecke Kaliningrad–Baltijsk (Königsberg–Pillau).

## Geschichte
Der Ort wurde in der Ordenszeit gegründet. Im Jahre 1874 wurde das Dorf in den neu errichteten Amtsbezirk Zimmerbude (heute russisch: Swetly) im Landkreis Fischhausen (1939 bis 1945 Landkreis Samland) im Regierungsbezirk Königsberg in der preußischen Provinz Ostpreußen eingegliedert. Bereits 1882 wurde Marschenen in den Amtsbezirk Kondehnen (russisch: Slawjanskoje, nicht mehr eixtent) umgegliedert, der 1931 in „Amtsbezirk Groß Blumenau“ (Kremnjowo) umbenannt wurde. Im Jahre 1910 zählte das Marschenen 114 Einwohner.
Am 17. Oktober 1928 gab Marschenen seine Eigenständigkeit auf und schloss sich mit dem Nachbarort Widitten (russisch: Ischewskoje) zur neuen Landgemeinde Widitten zusammen.
Im Jahre 1945 kam Marschenen mit dem nördlichen Ostpreußen zur Sowjetunion und erhielt 1947 die russische Bezeichnung „Wolotschajewskoje“. Gleichzeitig wurde der Ort in den Dorfsowjet Wsmorjewski selski Sowet im Rajon Primorsk eingeordnet. Seit 1954 gehörte der Ort zum Logwinski selski Sowet und wurde 1963 selber Sitz eines Dorfsowjets im Rajon Gurjewsk. Seit 1991 wurde Wolotschajewskoje von der Stadt Swetly aus verwaltet und gehört seit 1994 zum Stadtkreis Swetly.

### Wolotschajewski selski Sowet 1963–1991
Der Dorfsowjet Wolotschajewski selski Sowet (ru. Волочаевский сельский Совет) wurde im Jahr 1963 im Rajon Gurjewsk eingerichtet. Es handelte sich dabei um den Südteil des zu diesem Zeitpunkt aufgelösten Logwinski selski Sowet im Rajon Primorsk. Etwa im Jahr 1975 kamen noch weitere Orte aus dem  Pereslawski selski Sowet im Rajon Selenogradsk hinzu. Im Jahr 1991 wurden die noch bestehenden Orte des Dorfsowjets aus dem Rajon Gurjewsk ausgegliedert und unter die Verwaltung der Stadt Swetly gestellt.
| Ortsname                         | Name bis 1947/50                 | Bemerkungen |
| -------------------------------- | -------------------------------- | --- |
| Axjonowo (Аксёново)              | Dorotheenhof                     | Der Ort wurde 1950 umbenannt. Auf einer Karte aus den 1980er Jahren wurde er mit Pestschany bezeichnet.                                                               |
| Bobrowo (Боброво)                | Kobbelbude                       | Der Ort wurde 1947 umbenannt und gehörte seit etwa 1975 zum Dorfsowjet.                                                                                               |
| Ischewskoje (Ижевское)           | Widitten                         | Der Ort wurde 1947 umbenannt. |
| Kremnjowo (Кремнёво)             | Groß Blumenau und Klein Blumenau | Der Ort wurde 1947 umbenannt und gehörte seit etwa 1975 zum Dorfsowjet.                                                                                               |
| Ljublino                         | Seerappen und Kornitten          | Der Ort wurde 1947 umbenannt und gehörte seit etwa 1975 zum Dorfsowjet.                                                                                               |
| Schipowka (Шиповка)              | Bahnhof Powayen                  | Der Ort wurde 1947 umbenannt und gehörte seit etwa 1975 zum Dorfsowjet.                                                                                               |
| Schukowskoje (Жуковское)         | Margen und Nautzwinkel           | Der Ort wurde 1947 umbenannt und vermutlich um 1980 verlassen. Die verlassene Ortsstelle gelangte vermutlich spätestens zu diesem Zeitpunkt in die Stadt Kaliningrad. |
| Slawjanskoje (Славянское)        | Kondehnen                        | Der Ort wurde 1947 umbenannt und vor 1975 verlassen. |
| Tscherepanowo (Черепаново)       | (Adlig) Powayen                  | Der Ort wurde 1947 umbenannt und gehörte seit etwa 1975 zum Dorfsowjet.                                                                                               |
| Wessjolowka (Весёловка)          | Bärwalde                         | Der Ort wurde 1947 umbenannt. |
| Wolotschajewskoje (Волочаевское) | Marschenen                       | Der Ort wurde 1947 umbenannt. Verwaltungssitz |

## Kirche
Mit seiner überwiegend evangelischen Bevölkerung war Marschenen bis 1929 in das Kirchspiel der Kirche in Medenau (heute russisch: Logwino), danach bis 1945 in das Kirchspiel der Kirche in Groß Heydekrug (1939 bis 1946 Großheidekrug, heute russisch: Wsmorje) eingepfarrt. Beide waren dem Kirchenkreis Fischhausen (Primorsk) in der Kirchenprovinz Ostpreußen der Kirche der Altpreußischen Union zugeordnet. Heute liegt Wolotschajewskoje im Einzugsbereich der neu entstandenen evangelisch-lutherischen Gemeinde in Swetly (Zimmerbude), einer Filialgemeinde der Auferstehungskirche in Kaliningrad (Königsberg) in der Propstei Kaliningrad der Evangelisch-lutherischen Kirche Europäisches Russland.